# Marian Michalik
Pour les articles homonymes, voir Michalik.
 (septembre 2015).
Si vous disposez d'ouvrages ou d'articles de référence ou si vous connaissez des sites web de qualité traitant du thème abordé ici, merci de compléter l'article en donnant les références utiles à sa vérifiabilité et en les liant à la section « Notes et références ».
Marian Michalik (19 juin 1947 - 6 mars 1997) est un peintre polonais.

## Biographie
Il a étudié à l'École nationale des beaux-arts de Częstochowa et se consacre d'abord au design. Plus tard il passe à la peinture de chevalet et décide de s'y consacrer pleinement. Il peint d'abord des natures mortes d'inspiration surréaliste, puis des paysages (souvent au pastel).